# 希望之城
希望之城（日語：エスポワールシチー）， 是日本純種競賽馬匹，生涯稱霸泥地賽事，曾贏得包括日本盃泥地大賽及二月錦標等九個一級賽冠軍。

## 出賽前
2005年4月22日出身於北海道門別町（今日高町）幾千世牧場，其後被賽馬團體友駿競馬俱樂部購買。
其後，交由栗東訓練中心練馬師安達昭夫訓練。

## 競賽生涯

### 3歲
2008年3月9日，出戰阪神競馬場之3歲新馬戰，由佐藤哲三策騎，本次比賽獲得第三。
其後出戰四場3歲未勝利戰，均未能勝出，但於其中兩場獲得亞軍，表現不俗。
7月20日，出戰小倉競馬場的3歲未勝利戰，最終憑藉自身努力獲勝，脫離未勝利級。
其後出戰條件戰秋台吉特別，結果以第七大敗。
藉此機會，陣營決定安排其轉戰泥地賽事，以測試是否場地適性原因導致其表現不佳。
因此8月30日出戰3歲500獎金以下條件賽，結果一路領放之下依然有餘力於最後直路加速，以全場最快末腳超越第二名7馬位獲勝。
其後繼續出戰兩場條件賽，均以領放戰術配合直路上的末腳輕鬆取勝。
11月24日，累積獎金經已足夠出戰公開賽，因而出戰京都競馬場的黃玉錦標。賽事途中，其一直處於領放位置，並於第一彎道已經拋離當時處於第二的Dynamic Grow。最終，其一直領放之下，以凌厲的勢頭阻止後上馬，成功奪得冠軍。
此戰過後，陣營進行日本盃泥地大賽之報名，但因爲累積獎金不足以未能出戰。

### 4歲
冬季短暫放草過後，2009年首戰爲三級賽平安錦標，獲得第一人氣。賽事途中，其繼續發揮優秀速度進行領放，但於最後直路無法阻止處於第二的Wonder Speed之壓迫，被對手超越之下最終以頸位落敗，四連勝紀錄中斷。
2月22日首次出戰一級賽二月錦標。比賽開始後，其率先搶佔位置進行領放，並以58.8秒的快步速通過前1000米，並保持第一的優勢進入直路。進入直路後，雖然和其他馬匹的纏鬥中落於下風並被對手超越，但並未表現出任何失速的徵象，最終成功堅守位置，至少獲得第四的入板成績。
其後出戰三月錦標，改爲夥拍松岡正海。比賽開始後，由於有其他馬率先領放，所以希望之城於第三的位置追趕。進入直路後，原先領放的Dynamic Grow及Lanzarote相繼失速，希望之城成功進佔首位，最終其不斷加速之下，領先第二名1 3/4馬位奪冠，獲得第一個分級賽勝利。
5月5日，其直接出戰地方一級賽柏市紀念，僅次大熱門雷神精靈獲得第二人氣。賽事開始後，其出閘有些微不順，導致其比賽前段一直保持於中團位置。進入第四彎道時，其開始發力推前，爬升至第三的位置。最後直路上跑出全場最快末腳，超越前方的雷神精靈及Ferrari Pisa，以3/4馬位優勢奪得其第一個一級賽冠軍。

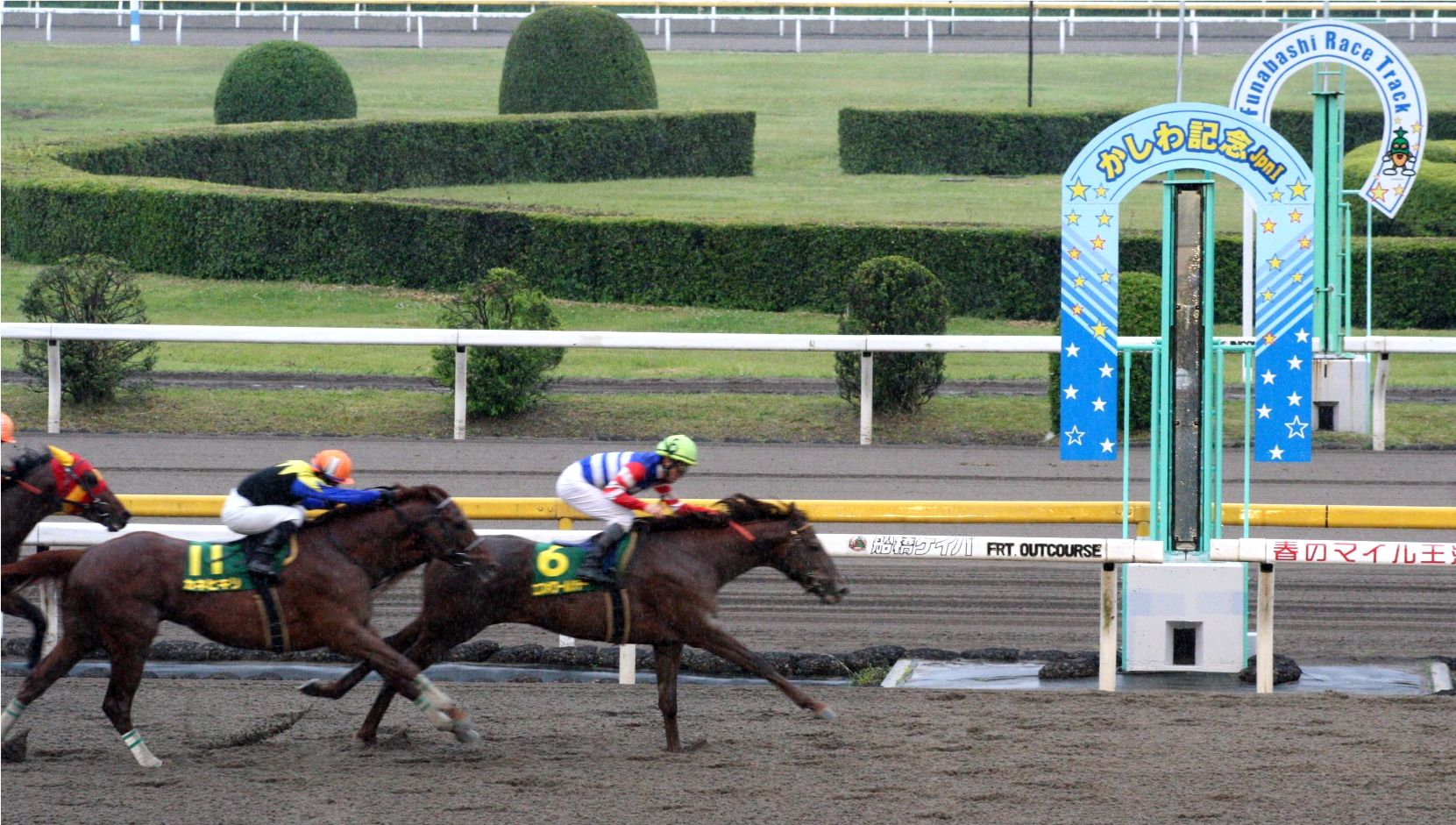
出戰柏市紀念的希望之城

完成柏市紀念後，取消原定出戰帝王賞的計劃，改爲進入放草休養。
放草完畢，出戰秋季首戰一哩冠軍南部盃。開閘後便一直領放至最後直路，拋離第一人氣之Success Brocken 4馬位奪得第一，成功達成分級賽三連勝。
鑑於一哩冠軍南部盃表現優異，陣營決定直接安排其出戰12月6日的日本盃泥地大賽。比賽開始後，騎師佐藤判斷同擅長領放的Tiszway的動向後，果斷指揮希望之城進佔第一領放，由於其處於最內欄杆的第一檔，沒有太大阻力下成功取得領先。即使希望之城一直領放，進入最後直路後仍未見腳程疲倦，成功保持速度阻止後上馬超越，奪得生涯第一個中央一級賽冠軍。此戰過後，騎師佐藤繼2004年策騎同主馬跳舞城勝出寶塚紀念後，再一次爲馬主友駿競馬俱樂部贏得中央一級賽頭銜。

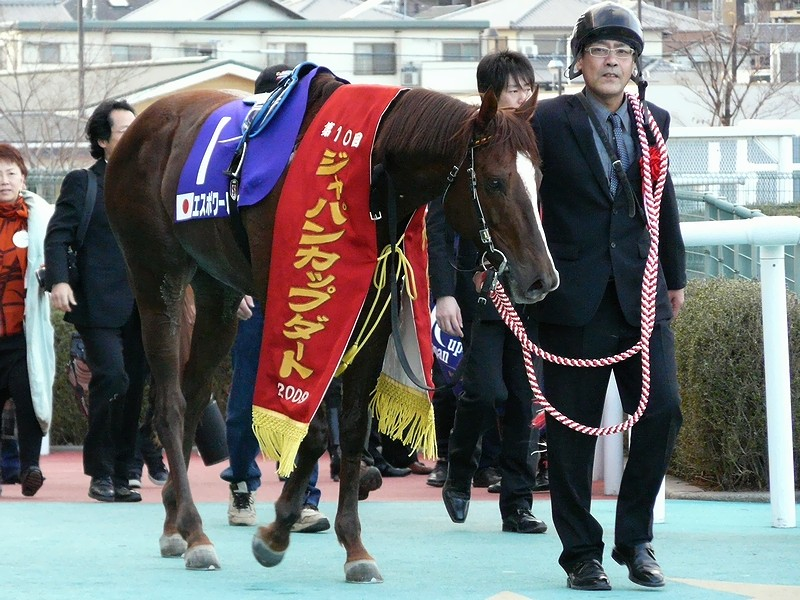
日本盃泥地大賽頒獎儀式

年末，由於其連續勝出三場一級賽的無敵表現，以263票當選最佳泥地馬。

### 5歲
2010年，進入5歲的希望之城首戰爲2月27日的二月錦標，本次比賽除了有Success Brocken、Souni及Testa Matta等泥地強豪參戰，桂冠戰士及帝皇加冕等草地強者亦出現於此，但依然無阻希望之城以1.7倍獨贏賠率獲得第一人氣。賽事途中，其一直於第二的位置追趕高前方之桂冠戰士，並於最後直路上一口氣加速超越其，最後保持優勢下以2 1/2馬位率先衝線奪冠。
奪得二月錦標後，原本陣營打算接受賽會邀請出戰杜拜世界盃，然而經過考慮後擔心其能否適應阿聯酋的氣候及美丹馬場的全天候膠沙地跑道，決定不前往遠征。
5月5日出戰柏市紀念，務求以連霸爲目標。賽事開始後，其保持於第三的先頭位置，並於進入直路後和先一步領放的Furioso爭搶先頭位置，最終成功加速超過對手，再次奪得一級賽冠軍，亦達成一級賽五連勝。

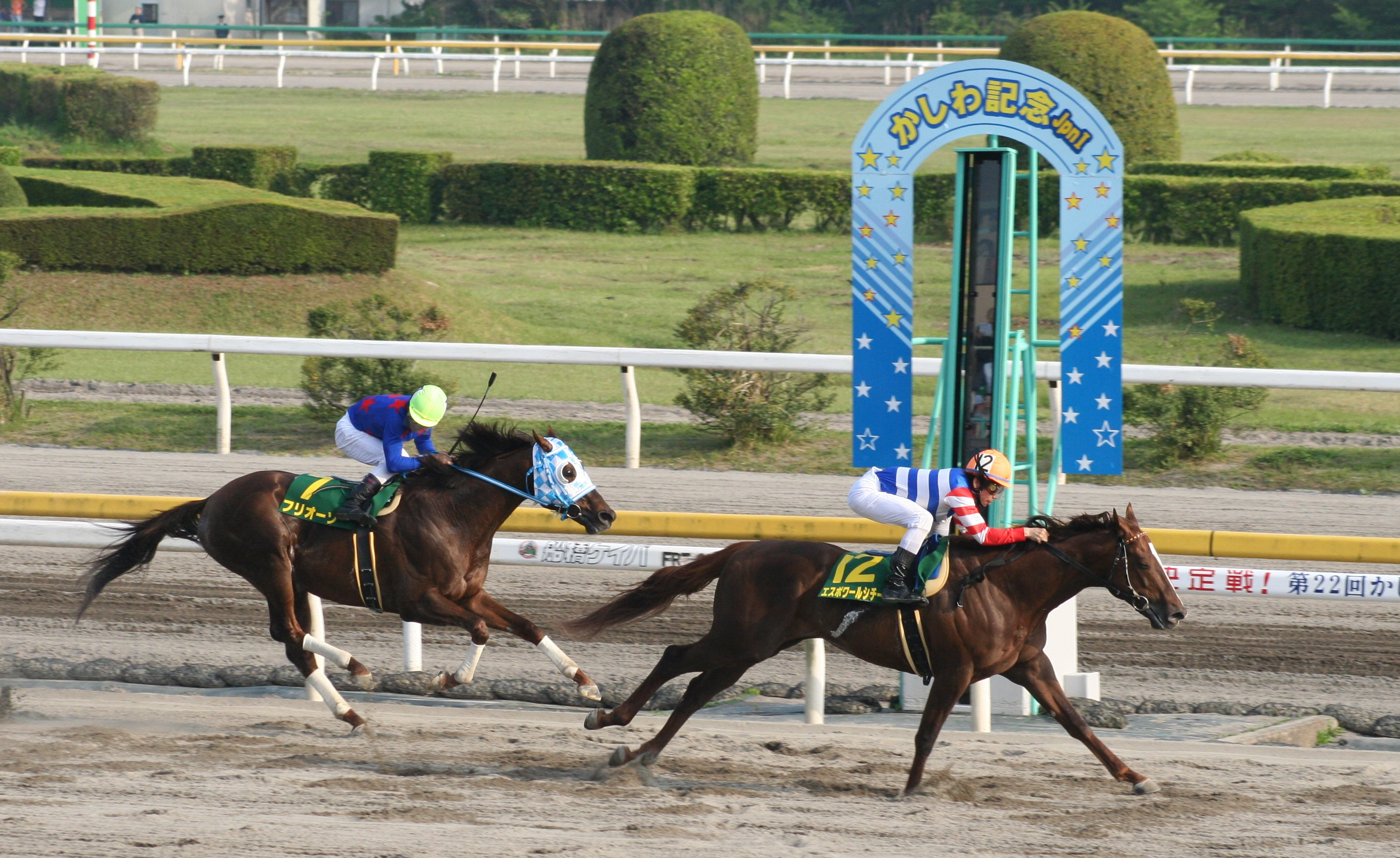
出戰柏市紀念的希望之城

勝出柏市紀念後，陣營宣佈以育馬者盃經典大賽爲主要目標，並遵守安排其於夏季放草休養以回復至最佳狀態。
放草過後，出戰一哩冠軍南部盃作爲遠征前的熱身及準備，雖然以1.0倍的絕對賠率獲得第一人氣，但賽前體重增加至生涯最高的511公斤成爲了是次比賽的隱憂。比賽開始後，其隨即搶佔位置領放，但隨後被外檔的Ceres Hunt及大外檔的Oro Meister超越跌落第三名。本次比賽，由於領放馬選擇慢放戰術，比賽節奏相對較慢並持續至最後800米。處於最後800米的時候，多匹馬突然發力加速，令賽事步速一下子上升，雖然最後彎道結束後希望之城和Oro Meister處於平頭，但其於纏鬥中處於下風，結果以3馬位敗於對手。
其後於10月12日被轉移至美浦訓練中心作遠征前最後準備，並於18日經由成田國際機場前往美國。19日到達路易維爾國際機場後隨即進入邱吉爾園馬場的馬房接受檢疫。
11月7日出戰育馬者盃經典大賽。比賽開始後其一直處於有利位置，並於第四彎道處於領先，可惜於最後直路有些微失速表現，被衆多馬匹超越，最終以第十大敗。
回國後，其隨即進入放草休養狀態。
年末，由於其春季的兩勝一級賽及於秋季獲得一哩冠軍南部盃第二的優秀成績，以148票蟬聯最佳泥地馬的殊榮。

### 6歲
2011年3月21日出戰名古屋大賞典，獲得第一人氣。比賽開始後，其一早已經搶先領放，並於最後直路上加速阻止奇銳駿、Daisho Jet及Hishi Worthy之追擊，以1分58.4秒的成績率先衝線，並打破了名古屋競馬場泥地1900米賽道的紀錄。
其後出戰柏市紀念。賽事開始後漏閘，因此只能於第五位追趕高前方，最終不斷加速下，以第三完成賽事。
6月29日出戰帝皇賞。比賽開始後處於第三的位置，雖然最後直路不斷加速，但仍然未能超過由一開閘就快放的同父馬醒目飛鷹，結果以9馬位落敗。
完成夏季放草後，秋季首戰爲一哩冠軍南部盃，由於主戰的佐藤騎師上週落馬受傷，本場比賽由三月錦標時夥拍過的松岡騎師代打策騎。比賽開始後，其繼續使用領放戰術，通過最後彎道後依然領先。可惜於直路上後勁不繼，逐漸被創升、Danon Come On及Silk Fortune超過，只得第三。
其後出戰三級賽京都錦標。是次比賽開閘後，Tosho Freak早早便領放，希望之城緊追其後。最後直路上，希望之城成功衝出並不斷加速，最終領先3 1/2馬位下贏得冠軍。

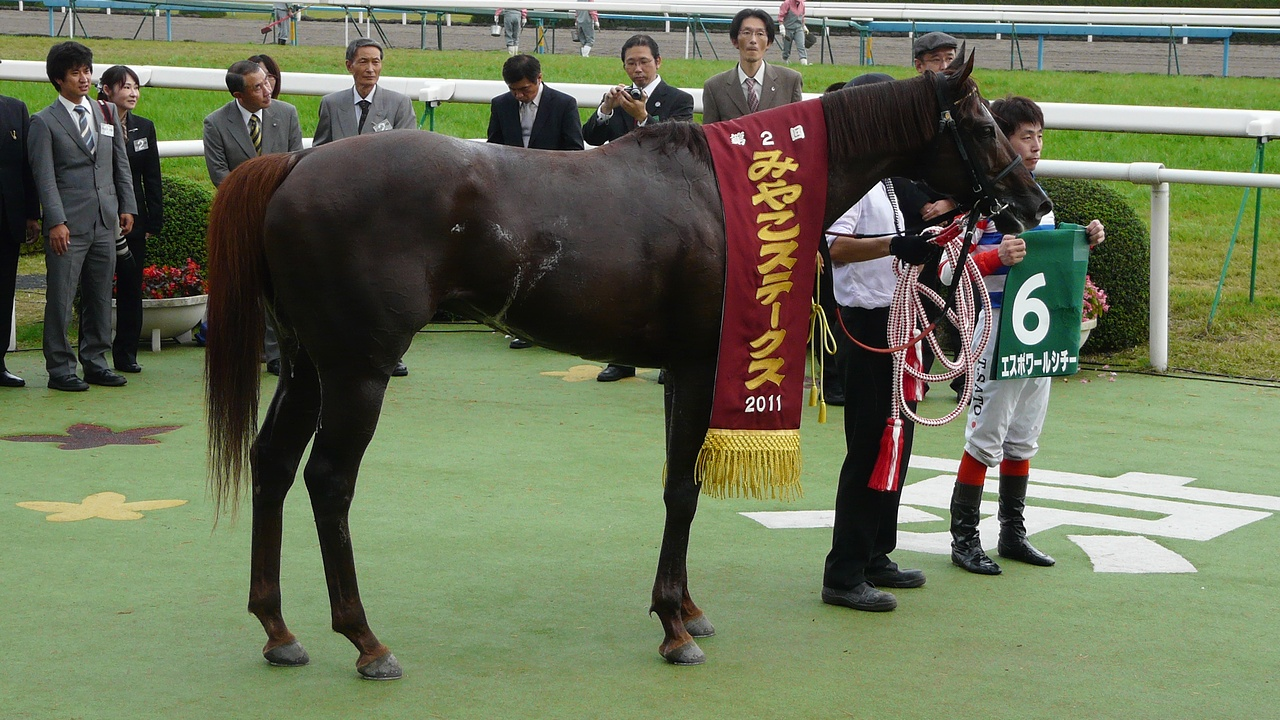
京都錦標頒獎儀式

其後的日本盃泥地大賽，雖然其成功追上領放的創升，但最後直路上被後上的奇銳駿超越，獲得季軍。

### 7歲
2012首戰爲平安錦標，雖然比賽途中爬升到第三，但未能於直路追上Hiraboku King，以第二名告負。
其後出戰二月錦標，主戰騎師佐藤再次落馬受傷，因此首次和武豐組成新組合上陣。比賽途中，其於路途上處於第五，雖然進入直路後成功避開馬群的阻擋，但依然只獲得第五。
5月2日出戰柏市紀念，主戰騎師佐藤回歸。是次比賽，其開頭處於第二位置，其後進入第四彎道時取得領先，再於最後直線加速並以2 1/2馬位優勢領先Furioso奪冠。
其後出戰帝王賞。於最後直線被Gold Blitz超越，以頸差憾負。
其後於在榆樹錦標上，於直路上和古國傳說競爭，最終落敗於其，獲得亞軍。
10月8日出戰一哩冠軍南部盃。其於出閘良好的情況下一直領先，並率先通過第四彎道，最終
其後於日本盃泥地大賽獲得第十，東京大賞典因出閘後有些微跌撞而失去節奏，最終獲得第五。

### 8歲
2013年首戰爲二月錦標。比賽途中突然流鼻血，影響其表現，但驚奇地其依然以第二名的成績衝線。
其後出戰柏市紀念，獲得第三人氣。比賽開始後一直領放，但於最終直路上被後上的北港火山超越，最終只獲得亞軍。
夏季放草完成後，出戰一哩冠軍南部盃，騎師變更爲後藤浩輝。比賽途中，希望之城保持一貫節奏領放，帶領馬群進入最後直路。直路上，其又爆發驚人末腳，最終成功以1 1/2馬位優勢奪冠。是次勝利，不但令希望之城成爲第四匹連霸一哩冠軍南部盃的賽駒，對於騎師後藤來說更是其自去年落馬受傷後第一個一級賽冠軍。
其後出戰日本育馬場盃短途賽。比賽開始後，其一直停留較前位置等待時機，於第三進入第四彎道時候發力上前。於最後直路上，其一直保持此優勢，最終奪得冠軍，獲得其第九個一級賽頭銜。

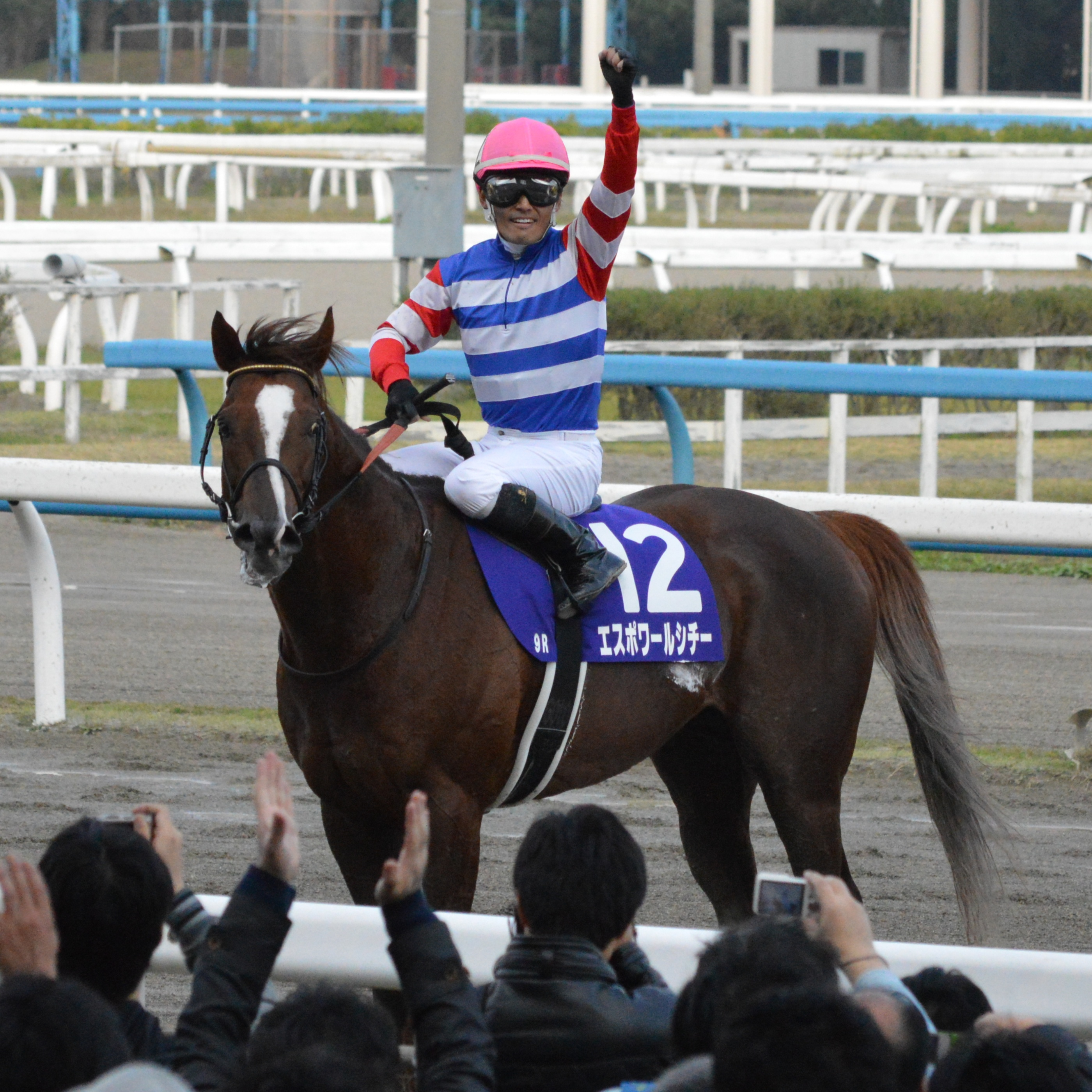
日本育馬場盃短途賽賽後致謝

12月1日出戰日本盃泥地大賽。因爲後勁不繼而僅獲第七。
日本盃泥地大賽過後，陣營考慮其本身已經有優秀戰績，加上年齡原因，決定安排其退役。

### 詳細賽績
| 日期       | 舉辦國家 | 馬場     | 距離   | 級別   | 賽事名稱           | 負重 | 騎師     | 馬號 | 出馬 | 名次 | 時間     | 頭馬（二馬）        |
| ---------- | -------- | -------- | ------ | ------ | ------------------ | ---- | -------- | ---- | ---- | ---- | -------- | ------------------- |
| 9/3/2008   | 日本     | 阪神     | 草1600 |        | 3歲新馬            | 56   | 佐藤哲三 | 16   | 16   | 3    | 1:37.9   | Agnes Minuet        |
| 29/3/2008  | 日本     | 阪神     | 草1400 |        | 3歲未勝利          | 56   | 佐藤哲三 | 5    | 18   | 2    | 1:23.0   | Blast Off           |
| 20/4/2008  | 日本     | 福島     | 草1800 |        | 3歲未勝利          | 56   | 中館英二 | 16   | 16   | 5    | 1:54.7   | Southern General    |
| 3/5/2008   | 日本     | 京都     | 草1600 |        | 3歲未勝利          | 56   | 佐藤哲三 | 10   | 14   | 6    | 1:35.6   | Tagano Erushiko     |
| 21/6/2008  | 日本     | 阪神     | 草1400 |        | 3歲未勝利          | 56   | 佐藤哲三 | 10   | 17   | 2    | 1:22.7   | Tamamo Nice Play    |
| 20/7/2008  | 日本     | 小倉     | 草1200 |        | 3歲未勝利          | 56   | 佐藤哲三 | 4    | 18   | 1    | 1:08.5   | （Danon Perth）     |
| 10/8/2008  | 日本     | 小倉     | 草1200 |        | 秋吉台特別         | 54   | 佐藤哲三 | 8    | 18   | 7    | 1:09.2   | Fixias              |
| 30/8/2008  | 日本     | 小倉     | 泥1700 |        | 3歲以上500獎金以下 | 54   | 角田晃一 | 1    | 16   | 1    | 1:42.4   | （Professional）    |
| 27/9/2008  | 日本     | 阪神     | 泥1800 |        | 西脇特別           | 54   | 佐藤哲三 | 6    | 15   | 1    | 1:51.6   | （Clean）           |
| 2/11/2008  | 日本     | 東京     | 泥1600 |        | 錦秋錦標           | 55   | 松岡正海 | 1    | 16   | 1    | 1:35.3   | （Epsom Auron）     |
| 24/11/2008 | 日本     | 京都     | 泥1800 | OP     | 黃玉錦標           | 55   | 佐藤哲三 | 11   | 16   | 1    | 1:50.8   | （Dark Message）    |
| 25/1/2009  | 日本     | 京都     | 泥1800 | GIII   | 平安錦標           | 55   | 佐藤哲三 | 3    | 16   | 2    | 1:50.4   | Wonder Speed        |
| 22/2/2009  | 日本     | 東京     | 泥1600 | GI     | 二月錦標           | 57   | 佐藤哲三 | 12   | 16   | 4    | 1:34.8   | Success Brocken     |
| 29/3/2009  | 日本     | 中山     | 泥1800 | GIII   | 三月錦標           | 57.5 | 松岡正海 | 11   | 16   | 1    | 1:51.9   | （Daisho Jet）      |
| 5/5/2009   | 日本     | 船橋     | 泥1600 | JpnI   | 柏市紀念           | 57   | 佐藤哲三 | 6    | 13   | 1    | 1:35.9   | （雷神精靈）        |
| 12/10/2009 | 日本     | 盛岡     | 泥1600 | JpnI   | 一哩冠軍南部盃     | 57   | 佐藤哲三 | 3    | 15   | 1    | 1:35.4   | （Success Brocken） |
| 6/12/2009  | 日本     | 阪神     | 泥1800 | GI     | 日本盃泥地大賽     | 57   | 佐藤哲三 | 1    | 16   | 1    | 1:49.9   | （Silk Mobius）     |
| 21/2/2010  | 日本     | 東京     | 泥1600 | GI     | 二月錦標           | 57   | 佐藤哲三 | 4    | 15   | 1    | 1:34.9   | （Testa Matta）     |
| 5/5/2010   | 日本     | 船橋     | 泥1600 | JpnI   | 柏市紀念           | 57   | 佐藤哲三 | 12   | 14   | 1    | 1:36.8   | （Furioso）         |
| 11/10/2010 | 日本     | 盛岡     | 泥1600 | JpnI   | 一哩冠軍南部盃     | 57   | 佐藤哲三 | 3    | 12   | 2    | 1:35.3   | Oro Meister         |
| 6/11/2010  | 美國     | 邱吉爾園 | 泥2000 | G1     | 育馬者盃經典大賽   | 57   | 佐藤哲三 | 11   | 11   | 10   | 紀錄缺失 | Blame               |
| 21/3/2011  | 日本     | 名古屋   | 泥1900 | JpnIII | 名古屋大賞典       | 59   | 佐藤哲三 | 4    | 12   | 1    | 1:54.8   | （奇銳駿）          |
| 5/5/2011   | 日本     | 船橋     | 泥1600 | JpnI   | 柏市紀念           | 57   | 佐藤哲三 | 1    | 13   | 3    | 1:38.6   | Furioso             |
| 29/6/2011  | 日本     | 大井     | 泥2000 | JpnI   | 帝王賞             | 57   | 佐藤哲三 | 11   | 11   | 2    | 2:02.9   | 醒目飛鷹            |
| 10/10/2011 | 日本     | 東京     | 泥1600 | JpnI   | 一哩冠軍南部盃     | 57   | 松岡正海 | 7    | 15   | 4    | 1:35.1   | 創升                |
| 6/11/2011  | 日本     | 阪神     | 泥1800 | GIII   | 京都錦標           | 58   | 佐藤哲三 | 6    | 16   | 1    | 1:48.4   | （Tosho Freak）     |
| 4/12/2011  | 日本     | 阪神     | 泥1800 | GI     | 日本冠軍盃泥地大賽 | 57   | 佐藤哲三 | 6    | 16   | 3    | 1:50.9   | 創升                |
| 22/1/2012  | 日本     | 京都     | 泥1800 | GIII   | 平安錦標           | 58   | 佐藤哲三 | 15   | 16   | 2    | 1:48.3   | Hiraboku King       |
| 19/2/2012  | 日本     | 東京     | 泥1600 | GI     | 二月錦標           | 57   | 武豐     | 9    | 16   | 5    | 1:36.0   | Testa Matta         |
| 2/5/2012   | 日本     | 船橋     | 泥1600 | JpnI   | 柏市紀念           | 57   | 佐藤哲三 | 7    | 13   | 1    | 1:36.5   | （Furioso）         |
| 27/6/2012  | 日本     | 大井     | 泥2000 | JpnI   | 帝王賞             | 57   | 佐藤哲三 | 13   | 13   | 2    | 2:03.7   | Gold Blitz          |
| 25/8/2012  | 日本     | 札幌     | 泥1700 | GIII   | 榆樹錦標           | 59   | 佐藤哲三 | 11   | 11   | 2    | 1:42.2   | 古國傳說            |
| 8/10/2012  | 日本     | 盛岡     | 泥1600 | JpnI   | 一哩冠軍南部盃     | 57   | 佐藤哲三 | 10   | 13   | 1    | 1:35.9   | （Daisho Jets）     |
| 2/12/2012  | 日本     | 阪神     | 泥1800 | GI     | 日本冠軍盃泥地大賽 | 57   | 武豊     | 4    | 16   | 10   | 1:50.4   | 大和熱驥            |
| 29/12/2012 | 日本     | 大井     | 泥2000 | GI     | 東京大賞典         | 57   | 松岡正海 | 7    | 12   | 5    | 2:07.6   | 古國傳說            |
| 17/2/2013  | 日本     | 東京     | 泥1600 | GI     | 二月錦標           | 57   | 松岡正海 | 6    | 16   | 2    | 1:35.2   | 果釀醇酒            |
| 6/5/2013   | 日本     | 船橋     | 泥1600 | JpnI   | 柏市紀念           | 57   | 濱中俊   | 1    | 11   | 2    | 1:38.1   | 北港火山            |
| 14/10/2013 | 日本     | 盛岡     | 泥1600 | JpnI   | 一哩冠軍南部盃     | 57   | 後藤浩輝 | 8    | 13   | 1    | 1:35.1   | （北港火山）        |
| 4/11/2013  | 日本     | 金澤     | 泥1400 | JpnI   | 日本育馬場盃短途賽 | 57   | 後藤浩輝 | 12   | 12   | 1    | 1:27.1   | (華倫之夢)          |
| 1/12/2013  | 日本     | 阪神     | 泥1800 | GI     | 日本冠軍盃泥地大賽 | 57   | 後藤浩輝 | 4    | 16   | 7    | 1:51.4   | 巴比倫王            |

## 退役後
退役後，希望之城成爲了配種馬，於北海道新冠町優駿Stallion Station休養，在2014年開始配種。第一批子嗣於2015年出生。第一批子嗣可於2017年出賽，在7月8日已經有中央的賽駒在新馬賽中取勝。2019年12月18日，Vacation於全日本兩歲優駿取勝，成爲首匹在分級賽取勝的子嗣，亦爲首匹勝出一級賽的子嗣。

### 主要子嗣

#### 一級賽優勝子嗣
粗體字為一級賽
2017年生
- Vacation（全日本兩歲優駿）

2018年生
- 點火神器（黑船賞、杜若紀念、埼玉盃、日本育馬場盃短途賽）

#### 分級賽優勝子嗣
2017年生
- 啟愛多里（北海道短途盃）
- Smile We（埼玉電視盃橢圓短途錦標）

2019年生
- Peisha Es（麒麟錦標、名古屋大賞典、榆樹錦標）

## 血統簡介
父系黃金魅力爲日本賽駒，生涯活躍於泥地賽事，曾獲得二月錦標冠軍，其子嗣亦於泥地賽事大放異彩。祖父週日寧靜爲美國三冠賽雙軍馬，退役後在日本配種，其子嗣贏得巨額獎金。連續12年成為日本冠軍種馬。
母系Eminent City爲日本賽駒，出賽23場獲得3次勝利。外祖父百仁時間爲美國賽駒，曾勝出當地二級賽，退役後在日本配種，和週日寧靜及東來兵被一同稱爲改變日本賽馬的三匹種馬。

### 血統表
| 父線：週日寧靜系（Halo系）           |                             |                 |                 |
| 種馬 黃金魅力 1999年（栗色）         | 週日寧靜 1986年（棕色）     | Halo            | Hail to Reason  |
| 種馬 黃金魅力 1999年（栗色）         | 週日寧靜 1986年（棕色）     | Halo            | Cosmah          |
| 種馬 黃金魅力 1999年（栗色）         | 週日寧靜 1986年（棕色）     | Wishing Well    | Understanding   |
| 種馬 黃金魅力 1999年（栗色）         | 週日寧靜 1986年（棕色）     | Wishing Well    | Mountain Flower |
| 種馬 黃金魅力 1999年（栗色）         | Nikiya 1993年（棗色）       | 雷利耶夫        | 北地舞人        |
| 種馬 黃金魅力 1999年（栗色）         | Nikiya 1993年（棗色）       | 雷利耶夫        | Special         |
| 種馬 黃金魅力 1999年（栗色）         | Nikiya 1993年（棗色）       | Reluctant Guest | Hostage         |
| 種馬 黃金魅力 1999年（栗色）         | Nikiya 1993年（棗色）       | Reluctant Guest | Vaguely Royal   |
| 繁殖雌馬 Eminent City 1998年（棗色） | 百仁時間 1985年（深棗色）   | 雷弼圖          | Hail to Reason  |
| 繁殖雌馬 Eminent City 1998年（棗色） | 百仁時間 1985年（深棗色）   | 雷弼圖          | Bramalea        |
| 繁殖雌馬 Eminent City 1998年（棗色） | 百仁時間 1985年（深棗色）   | Kelley's Day    | Graustark       |
| 繁殖雌馬 Eminent City 1998年（棗色） | 百仁時間 1985年（深棗色）   | Kelley's Day    | Golden Trial    |
| 繁殖雌馬 Eminent City 1998年（棗色） | Hepburn City 1990年（棗色） | Bravest Roman   | Never Bend      |
| 繁殖雌馬 Eminent City 1998年（棗色） | Hepburn City 1990年（棗色） | Bravest Roman   | Roman Song      |
| 繁殖雌馬 Eminent City 1998年（棗色） | Hepburn City 1990年（棗色） | Compal City     | Traffic         |
| 繁殖雌馬 Eminent City 1998年（棗色） | Hepburn City 1990年（棗色） | Compal City     | Rinnes          |
| 雌系：號族：4-m                      |                             |                 |                 |
| 五代內近親交配：Hail to Reason 4×4   |                             |                 |                 |

## 命名由來
名字中，Espoir（エスポワール）是法語，意思是「希望」；City（シチー）則是馬主友駿競馬俱樂部冠名，意思就是「城市」。

## 外部連結
- 希望之城 netkeiba.com （页面存档备份，存于）
- 血統表 （页面存档备份，存于）